# Zonsverduistering van 23 september 2090

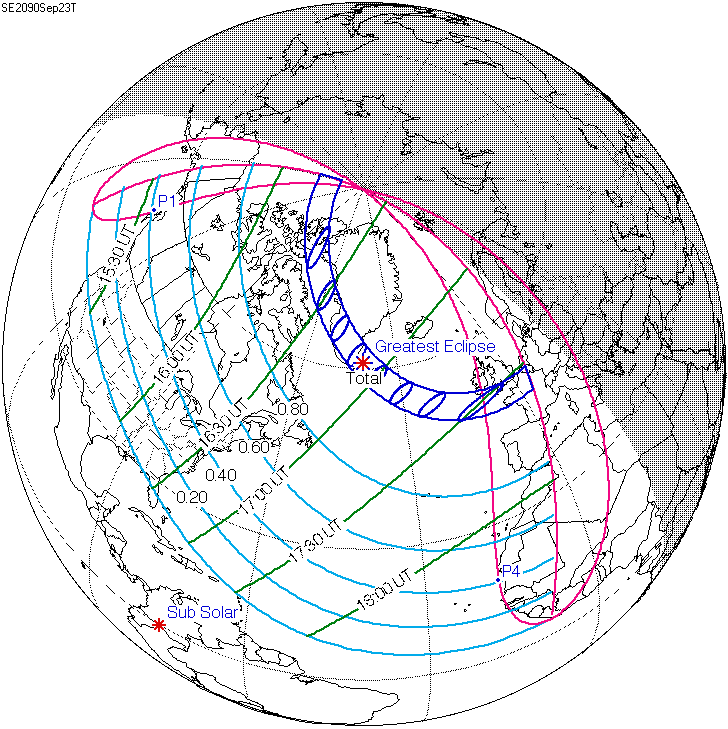
De zonsverduistering is te zien tussen de blauwe lijnen.

De totale zonsverduistering van 23 september 2090 trekt veel over zee, maar is achtereenvolgens te zien in deze zes landen: Canada, Groenland, Ierland, Engeland, Frankrijk en België.

## Lengte

### Maximum
Het punt met maximale totaliteit ligt op zee niet ver van Groenland op coördinatenpunt 60.6838° Noord / 40.4752° West en duurt 3m35,9s.

### Limieten
| Fenomeen                    | Code | Tijdstip UTC |
| --------------------------- | ---- | ------------ |
| Eerste contact bijschaduw   | P1   | 14:47:39.8   |
| Eerste contact kernschaduw  | U1   | 16:10:13.0   |
| Kernschaduw compleet vanaf  | U2   | 16:16:52.1   |
| Bijschaduw compleet vanaf   | P2   | Niet         |
| Maximum eclips              | GE   | 16:53:49.9   |
| Bijschaduw compleet t/m     | P3   | Niet         |
| Kernschaduw compleet t/m    | U3   | 17:31:10.4   |
| Laatste contact kernschaduw | U4   | 17:37:48.3   |
| Laatste contact bijschaduw  | P4   | 19:00:14.9   |